# 厄延多夫湖

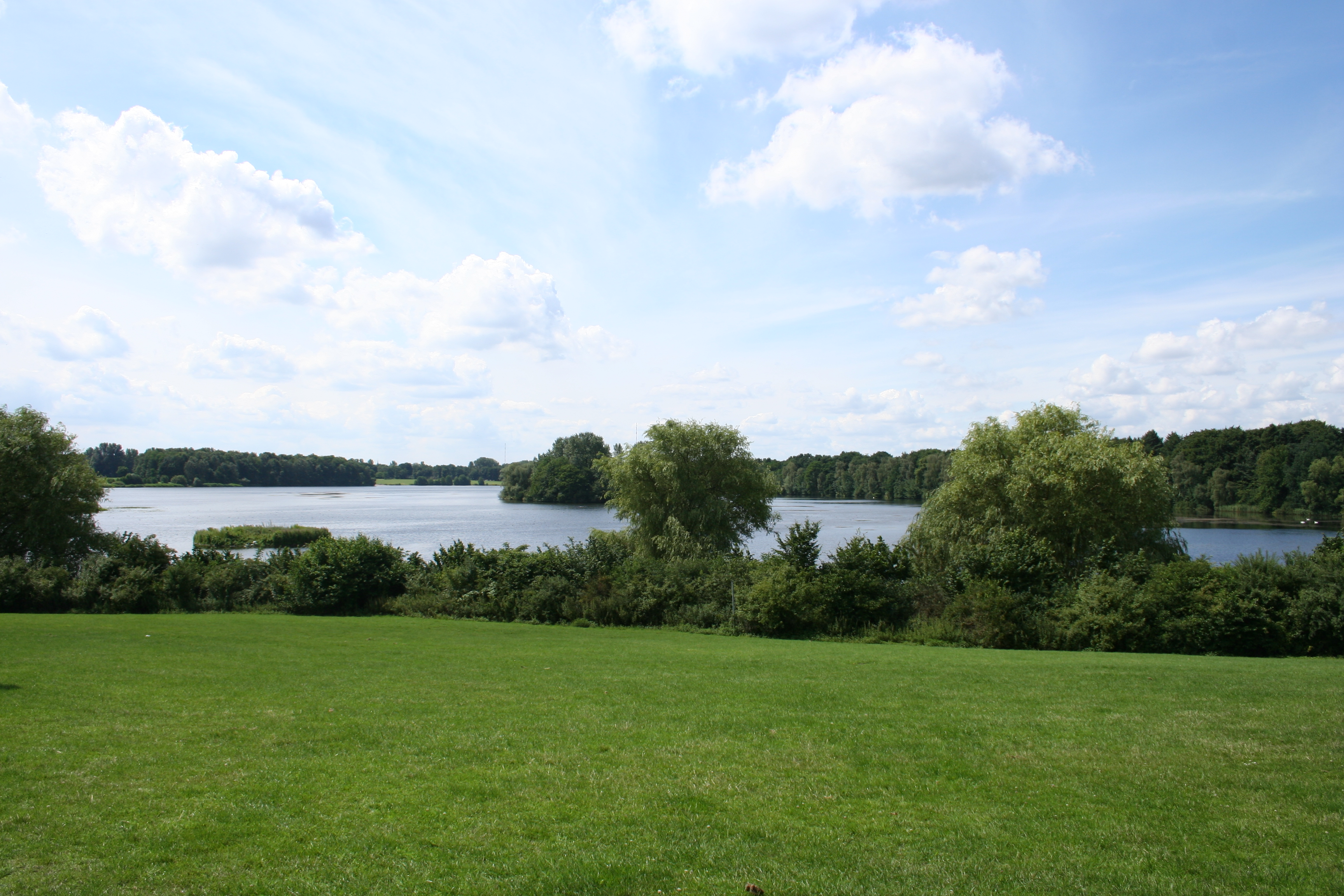

53°33′30″N 10°8′20″E / 53.55833°N 10.13889°E
厄延多夫湖（德語：Öjendorfer See），是德國的湖泊，由漢堡負責管轄，長1.3公里、寬0.5公里，面積0.46平方公里，平均水深1.8米，最大水深3.4米，湖岸線長度3.3公里，水體容量81萬立方米。